# Госте (округ Ґаланта)
Госте (словац. Hoste, угор. Kisgeszt) — село, громада в окрузі Ґаланта, Трнавський край, Словаччина. Кадастрова площа громади — 4,48 км². Населення — 460 осіб (за оцінкою на 31 грудня 2017 р.).
Перша згадка 1231 року.

## Населення
| Рік:            | 1994. | 2004.   | 2014.   | 2024.    |
| --------------- | ----- | ------- | ------- | -------- |
| Кількість осіб: | 496   | 504     | 486     | 431      |
| Різниця:        |       | +1,61 % | -3,57 % | -11,31 % |

| Рік:            | 2023. | 2024.   |
| --------------- | ----- | ------- |
| Кількість осіб: | 432   | 431     |
| Різниця:        |       | -0,23 % |